# فیال
روستای فیال (نظام‌اباد) مرکز دهستان گلدشت است که در غرب شهرستان بروجرد در غرب ایران است. روستای فیال در دو کیلومتری جنوب غربی شهر بروجرد قرار گرفته‌است. این روستا بخشی از ولات نظامی می‌باشد. در منطقه گلدشت بروجرد است. مردم این روستا از ایل زیار، ایل حسنوند و ایل موسیوند هستند.

## جمعیت
روستای فیال بر اساس سرشماری سال ۱۳۹۵ مرکز آمار ایران دارای ۹۷۸ خانوار و ۴۲۲۱ نفر جمعیت است که از این لحاظ پرجمعیت‌ترین روستای دهستان همت‌آباد است.

## جغرافیای روستای فیال
روستای فیال در دامنه کوه‌های زاگرس قرار گرفته‌است. فیال جنوبی‌ترین بخش منطقه ییلاقی گلدشت را تشکیل می‌دهد. روستای فیال در دشت سیلاخور قرار گرفته و زمین‌های کشاورزی وسیع و باغهای میوه فراوان دارد. این روستا در پای تپه‌هایی بسیار بلند در دامنه کوه میش پرور قرار گرفته‌است و آب و هوای معتدل کوهستانی دارد. کار مردمانش کشاورزی و دامپروری است. محصولات عمده کشاورزی روستای فیال غلات، چغندر و باقلا است و باغات سیب و هلو دارد.
از کنار تپه چغا در بروجرد جاده‌ای مستقیماً به سمت روستای می‌رود که در این مسیر میدان فدک، دریاچه فدک، باغ فدک، رادیو بروجرد، پل، میدان کوهنورد، سازمان آب، پل نظام آباد و بعد از آن پل کوچک فیال قرار گرفته‌است. در ورودی شهرک گلزار شهدای فیال (قبرستان) قرار دارد.

## معنای فیال
فیال در لغت به معنای سرزمینی است که برای نخستین بار در آن کشت شود. به دلیل همین نام، برخی معتقدند ممکن است نخستین بار سکونت در ناحیه بروجرد از این منطقه آغاز شده باشد.
- همچنین «فیال» زمینی را گویند که بار اول آن را زراعت کرده باشند. (برهان). زمینی که اول بار بکارند. (اسدی). مؤلف نویسند: غلط است و معنی «ابتکار» دارد و در شعر ابوشکور که شاهد اسدی است «از فیال» یعنی «ابتکاراً و از روی ابتکار». در حاشیهٔ فرهنگ اسدی نسخهٔ نخجوانی نوشته شده: بزبان به لخیان نخست بود و از فیال یعنی از اول، از نخست.[۸] مانند شعر زیر از ابوشکور بلخی:

| مر این داستان کش بگفت از فیال |  | ابر سی‌صد و سی و سه بود سال |

- معنای دیگر فیال یعنی تیری که پیکان آن دو شاخ باشد.[۹]

## تاریخچه
روستای فیال زادگاه آرش کمانگیراست عده ای بر این باور بودند بمناسبت آمدن نام فیال در شاهنامه باید بگویند آرش کمانگیر قهرمان بزرگ ایرانی در روستای (فیال) بروجرد متولد شده‌است. در بالای این روستا خرابه‌هایی وجود دارد که به شهر باستانی گوراب یا فیال اولیه مشهور می‌باشد و تاریخ نویسان این مکان را زادگاه آرش کمانگیر می‌دانند. تندیسی از آرش کمانگیر بر روی تپه چغای بروجرد در نزدیکی روستای فیال نصب شده‌است. در بالای روستای فیال خرابه‌هایی وجود دارد که مربوط به شهر باستانی گوراب یا فیال اولیه می‌باشد که گمان میرفت زاد گاه آرش کمان گیر باشد. این منطقه در بین اهالی کنونی به شهر خرابه معروف است. نویسندهٔ کتاب آرش کمانگیر، آرش را بروگردی نوشته‌است. او نیز از اوستا نامهٔ زرتشت گرفته‌است و می‌گویند در آثار الباقیه بیرونی نیز آرش را بروگردی نوشته اند.
گوراب که در بین اهالی به شهر خرابه معروف است جای است که بروجرد در آنجا به وجود آمده‌است و در زلزله بزرگی که موجب ویرانی آنجا گردید باعث شد مردم از گوراب به پایین‌تر یعنی فیال و شهر بروجرد که در سه کیلومتری فیال است نقل مکان کنند (گوراب شهری باستانی در حوالی بروجرد بالای روستای فیال بوده‌است) نامهای قدیم بروجرد: ویروگرد- وروگرد - ورویرد و… بوده‌است؛ و بزرگ‌ترین زمین لرزه ثبت شده (زمین لرزه ۷٫۴ ریشتری در ساعت ۶:۱۸ بامداد سوم بهمن ماه سال ۱۲۸۷ زلزله‌ای با بزرگی ۷٫۴ در مقیاس امواج سطحی (Ms) استان لرستان را لرزاند این زمین لرزه که مرکز آن در منطقه سیلاخور در ۹ کیلومتری شهرستان درود قرار داشت، موجب ویرانی و آسیب ۱۲۸ روستا و کشته شدن حدود ۶ تا ۸ هزار نفر از هموطنانمان شد)

## گوراب
در جنوب غربی روستای فیال بر روی تپه‌های موسوم به (تپه‌های کدخدا مراد) خرابه‌هایی وجود دارد که مربوط به شهر باستانی گوراب یا فیال اولیه می‌باشد. مساحت این شهر حدوداً ۱۳۰ تا۱۲۵ هکتار برآورد شده که اداره کل میراث فرهنگی استان لرستان این شهر باستانی را شهر باستانی را (شهر گوراب با تپه‌های کدخدا مراد) را همگی در وضعیت باستان‌شناسی نیمه فعال قرار داده‌است در بین اهالی کنونی به شهر خرابه و کمرهای کدخدا مراد (کخامراد) معروف هستند.

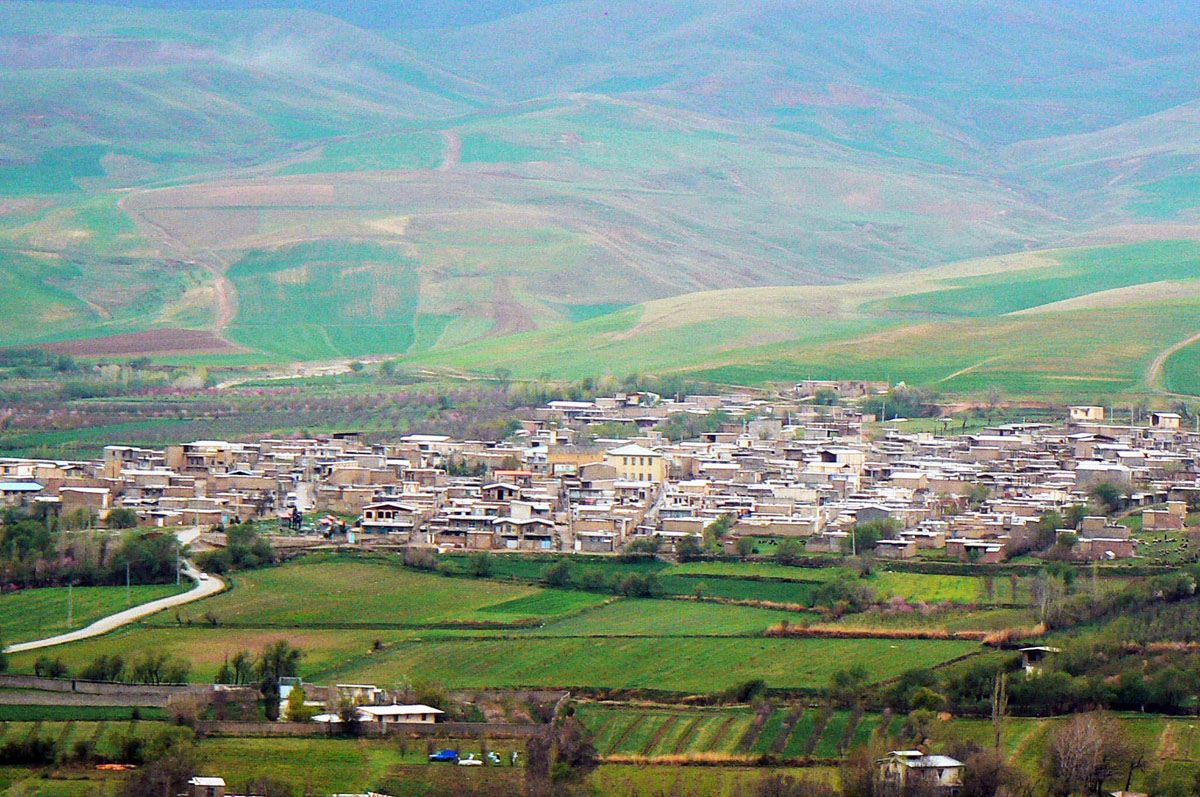
نمایی از روستای فیال در جنوب غربی بروجرد

## گردشگری
روستای فیال جنوبی‌ترین بخش گردشگاه گلدشت را تشکیل می‌دهد. و جز مناطق گردشگری شهر بروجرد است.
در ۵۰۰ متری شمال شهرک نیکان منطقه گردشگری نظام آباد قرار گرفته‌است و رودخانه گلرود از میان نظام آباد می‌گذرد. در بالای شهرک نیکان مجتمع تفریحی اردوگاه شهدای فیال یا تفرجگاه دانش آموزی روستای فیال قرار دارد که بیشتر مواقع میزبان دانش آموزان، کوهنوردان و… است.

## سوغات
سوغات روستای فیال بیشتر فراورده‌های لبنی و لبنیات است.
لبنیاتی‌های فروان در این روستا وجود دارد که بیشتر فروش آنها به مردم شهر بروجرد است.
رب گوجه و سرکه سیب و شیره سیب از دیگر سوغات‌های این روستا می‌باشد.

## مشاهیر
آرش کمانگیر
ویس و رامین
عبدالمحمد نظام الاسلامی، نماینده مردم بروجرد و اشترینان در مجلس ششم
محمدرحمان نظام‌الاسلامی، مجری برنامه‌های تلویزیون و رادیو

## آب و هوا
روستای فیال دارای آب و هوای سرد کوهستانی با زمستان‌های پر برف و سرد و تابستان‌های معتدل است. تعداد روزهای یخبندان در برخی از نقاط این ناحیه به بیش از ۷۰ روز می‌رسد. بیشترین درجه حرارت در تابستان‌ها ۳۸ درجه و کم‌ترین آن در زمستان ۱۸ درجه زیر صفر برآورد شده‌است. میزان باران سالیانه روستای فیال حدود ۵۲۰ میلی‌متر است که بیشتر در فصل بهار انجام می‌گیرد و میانگین دمای سالانه ۱۴/۹ است. در زمستان بارش‌ها بیشتر به صورت برف است.

## زبان و تبارشناسی
مردم آن با زبان لری سیلاخوری صحبت می‌کنند.

## ارتباطات
کد ارتباطی این روستای فیال، ۰۶۶۴ است.